# 目比川

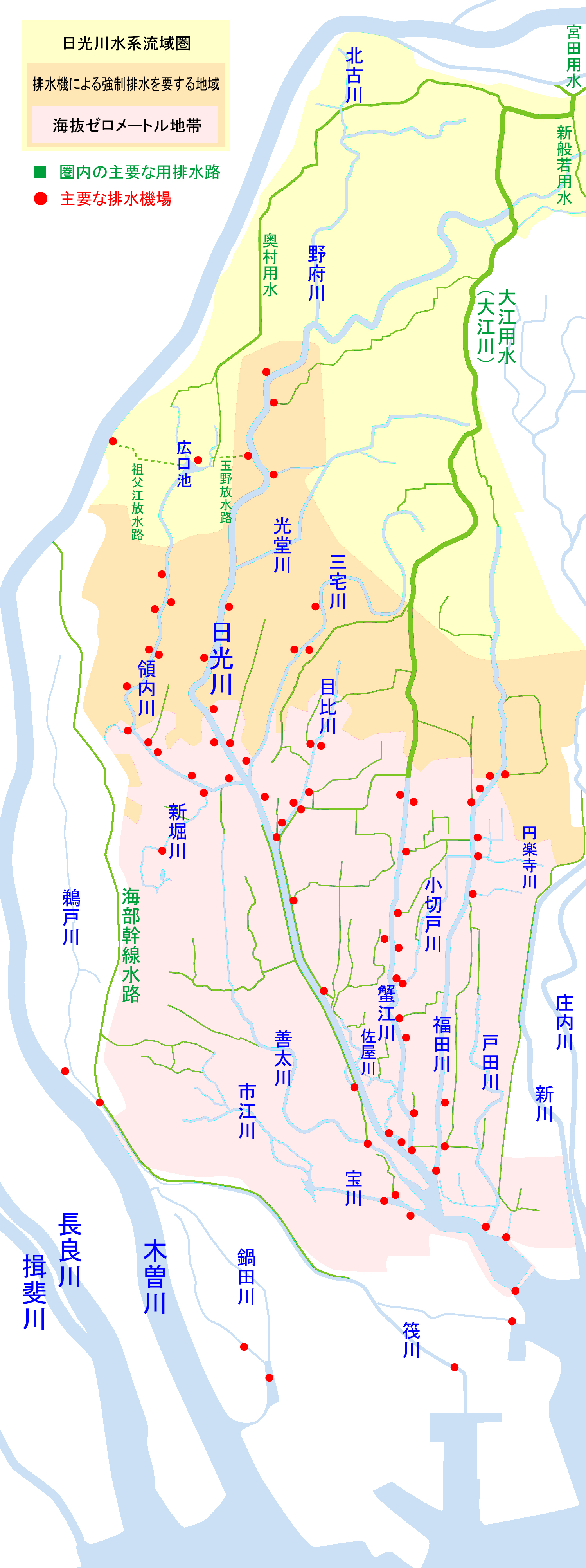
日光川水系の概略図

目比川（むくいがわ）は、日光川水系の二級河川。愛知県稲沢市・あま市・愛西市・津島市を流れる。日光川本川に合流する1次支川。

## 地理
愛知県稲沢市堀之内町付近を上流端として南に流れ、愛西市諸桑町塩田付近で相ノ川と合流した直後に日光川に合流する。河川延長は約4.8㎞。河道は主に矢板やコンクリートブロックによる護岸がなされており、日光川合流部から約3キロメートルには堤防が築かれ、それより上流側は掘込河道となっている。

## 歴史
現在の目比川に相当する小河川は江戸時代にはすでに存在しており、1666年（寛文6年）の日光川が開削された際に現在のように日光川に合流するようになった。
1976年（昭和51年）の台風17号に起因する集中豪雨により、津島市では9月8日から14日の7日間で年間降水量の3分の1を超える633mmの降水量を観測した。この豪雨により目比川は、現在は愛知県道79号（通称：甚目寺街道）の千引橋が架かる地点（愛西市千引町付近）のやや上流側右岸で堤防が決壊、日光川との間の地域が浸水して22,528戸の家屋が被害を受けた。
この被害により国営排水改良事業の早期着工の機運が急激に高まり、1986年（昭和61年）以降日光川水系の排水機場が順次整備されていった。